# Le Cendre
Le Cendre är en kommun i departementet Puy-de-Dôme i regionen Auvergne-Rhône-Alpes i centrala Frankrike. Kommunen ligger i kantonen Veyre-Monton som tillhör arrondissementet Clermont-Ferrand. År 2022 hade Le Cendre 5 455 invånare.

## Befolkningsutveckling
Antalet invånare i kommunen Le Cendre
| Referens: INSEE |